# Distretto di Jinfeng
Il distretto di Jinfeng (金凤区S, Jīnfèng QūP) è un distretto della Cina, situato nella regione autonoma di Ningxia e amministrato dalla prefettura di Yinchuan.